# خليفة بن أحمد آل خليفة
الشيخ خليفة بن أحمد بن سلمان آل خليفة (مواليد 1946) عسكري بحريني برتبة مشير ركن ، القائد العام لقوة دفاع البحرين منذ 6 يناير 2008.

## عن حياته
- التحق بأكاديمية ساندهيرست العسكرية الملكية في 19 ديسمبر 1968، كما أنهى العديد من الدورات العسكرية في البلاد العربية والأجنبية.
- حصل على درجة الماجستير في العلوم العسكرية من كلية القيادة والأركان بالمملكة المتحدة في 27 أكتوبر 1972.
- عُين قائد طابور تخريج أول دفعة مجندين عام 1969.
- عُين مساعداً لآمر جناح المجندين بمركز تدريب قوة الدفاع الملكي بتاريخ 10 أبريل 1968.
- عُين قائداً لسرية المشاة الأولى بكتيبة المشاة الآلية الأولى عام 1969، ثم قائداً لكتيبة المشاة الآلية الأولى عام 1970.[1]
- بتاريخ 19 يناير 1974 أصدر الأمير الراحل الشيخ عيسى بن سلمان آل خليفة أمراً أميرياً بتعيينه رئيساً لهيئة الأركان بقوة دفاع البحرين. [2]
- بتاريخ 13 مارس 1988 أصدر الأمير الراحل الشيخ عيسى بن سلمان آل خليفة أمراً أميرياً بتعيينه نائباً للقائد العام لقوة دفاع البحرين [3] ، كما أصدر سموه مرسوماً أميرياً بتعيينه وزيراً للدفاع. [4]
- بتاريخ 29 يناير 2001 أصدر الملك حمد بن عيسى آل خليفة ملك البحرين أمراً أميرياً بترقيته إلى رتبة فريق أول ركن.
- بتاريخ 6 يناير 2008 أصدر الملك حمد بن عيسى آل خليفة ملك البحرين أمراً ملكياً بتعيينه قائداً عاماً لقوة دفاع البحرين. [5]
- بتاريخ 8 فبراير 2011 أصدر الملك حمد بن عيسى آل خليفة ملك البحرين أمراً ملكياً بترقيته إلى رتبة مشير ركن. [6]

## الأوسمة التي حصل عليها
- وسام أحمد الفاتح.
- وسام الشيخ عيسى بن سلمان آل خليفة.
- وسام البحرين.
- وسام تقدير الخدمة العسكرية.
- وسام الواجب العسكري.
- نوط تحرير دولة الكويت.
- وسام الدفاع الوطني من دولة الكويت.
- وسام تحرير دولة الكويت.
- وسام الاستحقاق من الولايات المتحدة الأميركية.
- وسام درع الجزيرة من المملكة العربية السعودية.
- نوط التعاون العسكري من دولة الإمارات العربية المتحدة.
- وسام الاستحقاق من المملكة الأردنية الهاشمية.
- وسام الاستحقاق من جمهورية مصر العربية.
- وسام الرافدين من الجمهورية العراقية.
- وسام الاتحاد الدولي للرياضة العسكرية (السيزم).